# Zlatan Vanev
Zlatan Vanev Vasilev (in bulgaro Златан Ванев Василев?; Šumen, 29 marzo 1973) è un ex sollevatore bulgaro pluricampione mondiale ed europeo che ha gareggiato nelle categorie dei pesi leggeri (fino a 70 kg.), dei pesi medi (fino a 77 kg.) e dei pesi massimi leggeri (fino a 85 kg.).

## Carriera
Nel 1996 vinse il primo dei suoi quattro titoli europei, conquistando la medaglia d'oro nella categoria dei pesi leggeri ai Campionati europei di Stavanger con 337,5 kg. nel totale. Lo stesso anno si piazzò soltanto al 9º posto finale alle Olimpiadi di Atlanta con 330 kg. nel totale.
Un anno dopo fu medaglia d'argento ai Campionati europei di Rijeka con 345 kg. nel totale, battuto dal turco Ergün Batmaz (347,5 kg.), ma si rifece ai Campionati mondiali di Chiang Mai, vincendo la medaglia d'oro con 355 kg. nel totale, battendo il campione olimpico in carica Zhan Xugang (352,5 kg.).
Nel 1998, passato alla categoria superiore dei pesi medi, centrò l'accoppiata Europei-Mondiali, vincendo la medaglia d'oro sia ai Campionati europei di Riesa con 360 kg. nel totale, sia ai Campionati mondiali di Lahti con 365 kg. nel totale.
Due anni dopo vinse la medaglia d'oro ai Campionati europei di Sofia con 372,5 kg. nel totale ma, a causa di un infortunio in allenamento, dovette saltare le successive Olimpiadi di Sydney 2000.
Nel 2002 tornò su un podio internazionale, ottenendo la medaglia d'argento ai Campionati europei di Antalya con 362,5 kg. nel totale, battuto dal connazionale Georgi Markov (367,5 kg.). Ai Campionati mondiali di Varsavia dello stesso anno si presentò nella categoria superiore dei pesi massimi leggeri, riuscendo comunque a trionfare con 385 kg. nel totale, aggiudicandosi la medaglia d'oro davanti al georgiano Giorgi Asanidze, il quale ottenne lo stesso risultato di Vanev ma gli terminò dietro a causa del suo peso corporeo superiore a quello del bulgaro. Vanev riuscì, pertanto, nell'impresa di aggiudicarsi tre titoli mondiali in tre differenti categorie di peso.
L'anno seguente Vanev vinse il suo quarto titolo continentale ai Campionati europei di Loutraki con 382,5 kg. nel totale, battendo il russo Jurij Myškovec (380 kg.). Questo fu il suo ultimo podio in una grande competizione internazionale.
Agli inizi del 2004 Vanev fu squalificato per 18 mesi per aver manomesso un campione di urina durante un test antidoping svolto in occasione dei Campionati mondiali di Vancouver 2003.
Dopo aver lasciato l'attività agonistica Zlatan Vanev diventò allenatore di sollevamento pesi.
Durante la sua carriera di sollevatore stabilì un record mondiale nella prova di slancio della categoria dei pesi medi.